# Ema (Pindoretama)
Ema é um distrito do município brasileiro de Pindoretama, no litoral leste da Região Metropolitana de Fortaleza, no estado do Ceará. De acordo com o Instituto Brasileiro de Geografia e Estatística(IBGE), sua população no ano de 2010 era de 2,602 habitantes, sendo 1,326 mulheres e 1,276 homens, possuindo um total de 880 domicílios particulares. Foi criado pela Lei Municipal nº 249, de 07 de setembro de 2005.